# Putenski dvor
Putenski dvor tudi Hof van Putten  ali Hof van Geervliet je bil grad v nizozemskem mestu Geervliet v provinci Južna Holandija. Grad je služil kot središče visokega gospostva Putten do leta 1795. Potem ko je grad propadel, so ga okoli leta 1830 porušili.

## Zgodovina
Leta 1246 je imel Nikolaj I. Putenski v lasti utrjeno kmetijo v vasi Geervliet, blizu cerkve. Potem ko so Flamci leta 1304 uničili grad Putenstein, sta se Nikolaj III. (†1311) in njegova žena Alejd Strijenska (†1316) preselila na svojo kmetijo v Geervlietu. Kmetijo so preuredili v grad, ki je kot Putenski dvor postal novo upravno središče gospostva Putten. Nikolaj in Alejd sta gospostvo in grad zapustila svoji hčerki Beatrici.
Sweder Abcoudski (†1400) je gospostvo in grad podedoval leta 1361. Med letoma 1361 in 1379 je dal grad znatno razširiti. Leta 1381 je Geervlietu podelil mestne pravice.
Leta 1417 so grad razširili z novim krilom. Izvedli so tudi prenove.
Ko je leta 1459 Jakob iz Gaasbeek, takratni gospod Putenski, umrl brez dedičev, je gospostvo pripadlo holandskemu grofu Filipu Dobremu. Njegov sin Karel Drzni ga je nasledil kot lastnik. Gospostvo so sicer v imenu gospodarja dežele upravljali oskrbniki. Eden od njih je bil Kornelis de Witt, ki je ta položaj opravljal od leta 1654 do svoje smrti leta 1672.
V 17. in 18. stoletju je grad propadal. V njem ni več živel ne gospod, ne njegov naslednik. Leta 1795 se je končal fevdalni sistem, z njim pa tudi gospostvo Putten in vloga gradu kot upravnega središča.
Leta 1819 je upravni odbor posesti grad prodal. Porušen je bil okoli leta 1830. Barvita obloga sodne dvorane je bila ohranjena in prenesena v sejno sobo mestne hiše Geervliet, vključno s številnimi grbi članov dvora Puttena iz 17. in 18. stoletja.

## Opis
Najstarejše najdbe kažejo na kamnito zgradbo iz sredine 13. stoletja. Ko je ta stavba v začetku 14. stoletja postala novo upravno središče gospostva, so jo razširili v grad, ki se je skozi stoletja nenehno širil. Večje prenove so potekale med letoma 1361 in 1379 ter med letoma 1417 in 1421.
Grad z jarkom je bil v obliki kvadrata s stranico 50 metrov, z okroglimi vogalnimi stolpi. Po popisu iz leta 1501 so imeli trije stolpi svoja imena: Roukenburch, Lusenburch in Stinkenburch. Četrti stolp je služil kot zapor. Glede na ilustracije iz 17. stoletja je v severozahodnem kotu dvorišča stala stavba z dvema zatrepoma. Grad je vključeval veliko dvorano, kapelo, pekarno in konjski mlin.
V letih 1568–1570 in 1595 so se ponovno zgodile večje prenove, vključno z znižanjem stolpov.
Po prenovi leta 1772 je bil Putenski dvor videti kot tipična graščina iz 18. stoletja, z okroglim vogalnim stolpom, ki je še vedno spominjal na srednjeveški grad.